# Parakeelya pumila
Parakeelya pumila är en källörtsväxtart som först beskrevs av George Bentham, och fick sitt nu gällande namn av M.A. Hershkovitz. Parakeelya pumila ingår i släktet Parakeelya och familjen källörtsväxter. Inga underarter finns listade i Catalogue of Life.